# 甘党男子のシュガースポット
甘党男子のシュガースポット（あまとうだんしのシュガースポット）は、ぎふチャン（岐阜放送）で放送されていた番組である。
男性アイドルグループ「甘党男子」が岐阜県内でお菓子と番組ステッカーを配布しつつ（岐阜県民200万人にお菓子を配ることが目標）、県民とのふれあいや岐阜の文化・魅力を体験する。グルメ、人との交流などを通して世代を超えた掛け合いをみせる、グループ初の街ぶらり番組。

## 放送時間
2023年10月から12月まで
- 毎週水曜日　23:55～24:10

2024年1月現在
- 毎週日曜日　20:30～20:45

## 番組内容

### Seasen1
- 第1回（2023年10月4日放送）- 「はじめまして岐阜!僕たちが甘党男子です!」
  - 岐阜駅の金の信長像を前に番組ロケがスタート。ぎふチャンの社長に挨拶。ぎふチャンラジオの番組「GIFT Tune」の生放送に出演。

- 第2回（2023年10月11日放送）- 「ぎふ柳ヶ瀬商店街で心踊る出会い」
  - 柳ヶ瀬の駄菓子屋「ツバメヤ」を探しつつ、街を散策。名物「ツバメわらび」および「どら焼き」を試食した。

- 第3回（2023年10月18日放送）- 「初体験!オリジナルTシャツを作ろう!」
  - 坂口捺染の工場に潜入。「岐阜のビッグボス」こと同社の坂口社長と一緒にオリジナルの番組Tシャツを作成した。

- 第4回（2023年10月25日放送）- 「初視聴者プレゼント奪取へ!坂口社長と腕相撲対決!」
  - 坂口が、社内の駄菓子屋への思いを語る。前週作成した番組Tシャツを視聴者へプレゼントすることとなり、その枚数を社長と腕相撲で勝負し決定した。

- 第5回（2023年11月1日放送）- 「岐阜城へいざ出陣!金華山の麓でバトル勃発!?」
  - 金華山ロープウェーのアンテナショップにて、売れ行き予想対決を行った。メンバーはロープウェイと徒歩に分かれ、それぞれ山頂へ向かった。

- 第6回（2023年11月8日放送）- 「今度こそ岐阜城に!それぞれの道のりも波瀾万丈!!」
  - 一部のメンバーはロープウェイを使い、金華山の山中にあるリス村でリスと戯れつつ山頂へ向かった。徒歩のメンバーは通常1時間のコースを1時間30分かけて踏破した。

- 第7回（2023年11月15日放送）- 「岐阜城天守閣から絶景を堪能!岐阜城をバックにライブも!」
  - 徒歩のメンバーは「めい想の小径」について語った。メンバーは岐阜城の天守閣の景色と、「金」の形をした金華山チュロスを堪能した。

- 第8回（2023年11月22日放送）- 「駄菓子を賭けて大勝負!!　”ととのう”スポットにも潜入!」
  - 岐阜市にある早野菓子問屋にて、お菓子をかけた腕相撲対決に挑んだ。結果、甘党男子が勝利した。その後はサウナと食事に別れて堪能した。

- 第9回（2023年12月6日放送）- 「興味津々!!ぎふ長良川の鵜飼について楽しく学ぼう!」
  - 長良川うかいミュージアムで、鵜になりきりつつ鵜飼について学んだ。この回からの新ユニフォームも披露した。

- 第10回（2023年12月13日放送）- 「長良川うかいミュージアム後編　俳句にコント全力で挑みます!!」
  - 前回に引き続き長良川うかいミュージアムを訪問。総まとめを行った。

- 第11回（2023年12月20日放送）- 「レトロモダン川原町を散策　長良川流域の伝統文化に感動!」
  - 「川原町の古いまちなみ」を散策。 伝統文化や逸品、グルメを紹介した。

- 第12回（2023年12月27日放送）- 「オリジナル提灯完成!坂口社長とのコラボライブもたっぷりお届け!!」
  - 甘党男子初体験のオリジナル提灯作りもいよいよ大詰めを迎える。坂口社長主催「TWR冬花火 with music」のライブの模様も放送。

- 第13回（2024年1月14日放送）- 「東海学院大学に潜入!環境に優しい取り組みに感動!!」
  - 東海学院大学を訪問[2]。学生たちが自ら考え活動する、環境に配慮した取組を取り上げた。

- 第14回（2024年1月21日放送）- 「東海学院大学の“アフタヌーンティー”を堪能!学生のお悩み解決に力戦奮闘!」
  - 前回に引き続き、東海学院大学管理栄養学科を訪問。学生が運営するカフェで"アフタヌーンティー"を試飲した。

- 第15回（2024年1月28日放送）- 「実は奥が深い!紙ヒコーキを作って飛ばして大興奮!」
  - 東海学院大学教授で、紙ヒコーキ作家のアンドリュー・デュアー[3]の指導の下、オリジナル紙ヒコーキを作る。

- 第16回（2024年2月4日放送）- 「卓球ガチンコ勝負!旬のイチゴもたっぷり堪能しちゃいます!」
  - 喫茶店に併設する卓球場を訪れた甘党男子が卓球勝負。瑞穂市のはなのかファームでイチゴを堪能。

- 第17回（2024年2月11日放送）- 「パフェ作りに挑戦！あなたは誰のパフェがお好み？」
  - 採れたてのイチゴを使って“パフェ作り”に挑戦！瑞穂市で発見したユニークな看板のお店に潜入。

- 第18回（2024年2月18日放送）- 「心もお腹も大満足！岐阜県民に愛される中華料理を堪能！」
  - 中華料理のお店・サンコックの、気になるあのマスコットの謎と、おいしい料理を大調査。岐阜県民に愛される料理もたっぷり堪能。

- 第19回（2024年2月25日放送）- 「サンコック完結編！岐阜県民に愛される人気メニューを大予想！」
  - サンコック完結編！岐阜県民に愛される人気メニューを大予想！後半は瑞穂市にある「日本一」の施設に初潜入！

- 第20回（2024年3月3日放送）- 「さぼてんの魅力を徹底解明！ユニークな村長とさぼてん村を巡ります！」
  - 自称「日本一のさぼてん好き」というユニーク村長に、広大なさぼてん村を案内。

- 第21回（2024年3月10日放送）- 「日本一のさぼてん村-完結編-寄植えセンスNo.1は誰だ?」
  - さぼてん村編もいよいよ大詰め！さぼてんの寄植え体験をすることになった甘党男子。村長が選ぶ寄植えセンスNo.1の称号は一体誰の手に！？

- 第22回（2024年3月17日放送）- 「大垣市に初上陸！大垣城に大興奮&街の日本一を探せ！」
  - 街のシンボル「大垣城」の歴史に触れ、2チームに分かれて、「日本一」を使ったスイーツを求め商店街を大捜索！

- 第23回（2024年3月24日放送）- 「大垣市の魅力発見！日本一を求めてあっちへこっちへ大捜査！」
  - 「大垣市の日本一」を求めて、商店街でアポ無しロケを決行！2班に分かれ、道ゆく人にお菓子を配りながら聞き込み調査

- 第24回（2024年4月7日放送）- 「大垣市の日本一を探せ!!〜完結編〜ご褒美スイーツをかけた争奪戦！」
  - 「大垣市の日本一」を探す勝負がいよいよ大詰め！探し続けていた日本一の正体とは。

- 第25回（2024年4月14日放送）- 「大垣市の枡スイーツを実食！6人で大垣商店街を散策します！」
  - 「生産量日本一の枡」という情報をもとに、大垣市のmasu café（マスカフェ）で、勝利したかずまチームが、枡を使ったご褒美スイーツに舌鼓。駆け足で巡った大垣商店街のさらなる魅力発見のため、今回は6人でゆっくり散策。

- 第26回（2024年4月21日放送）- 「まだまだ大垣市を街ブラ！絶品だし巻き玉子の世界に仰天！！」
  - 先週に引き続き、大垣市をぶらりロケ。過去最多！？のお菓子配りも！さらに、大垣市で長年愛されるだし巻き玉子で有名な美膳さんに立ち寄った甘党男子。斬新なだし巻き玉子との出会いに感動。

- 第27回（2024年4月28日放送）- 「甘党男子オリジナル！だし巻き玉子にアレ入れちゃいました！」
  - 大垣市もいよいよ完結！甘党男子オリジナルだし巻き玉子を作ってもらうことに…！彼らは一体どんな具材を巻いたのか！？

- 第28回（2024年5月5日放送）- 「「はじめましてツアー」岐阜公演に密着！！歌って踊ってお菓子も配ります！」
  - 特別編！！甘党男子のライブ「はじめましてツアー」の岐阜公演に密着。

- 第29回（2024年5月12日放送）- 「海津市に初上陸！国営木曽三川公園で大はしゃぎ！」
  - 海津市に初上陸した甘党男子！晴天のもと、木曽三川公園を散策。展望タワーから見える雄大な景色に、あの二人が大絶叫！

- 第30回（2024年5月19日放送）- 「日本最大の国営公園でライブ　商売繁盛に御利益のある神社でお参り」
  - 前回に引き続き、海津市の木曽三川公園センターを探索！高所恐怖症のかずま・あきちゃんが高さ65mのタワーから見たものとは！？さらに、県内外からたくさんの人が集まる商売繁盛の神社で御利益アップ！？

- 第31回（2024年6月2日放送）- 「大盛況のぎふチャンまつり！会場を盛り上げた甘党男子に密着！」
  - 「ぎふチャンまつり ＃ツナガル未来へinモレラ岐阜」に出演した甘党男子に密着！ライブやお菓子配りはもちろん、ラジオの公開生放送やキッチンカーが集まる甘党男子のシュガースポットエリアでお店のお手伝いの模様をお届け。

- 第32回（2024年5月26日放送）- 「白熱！！甘党男子vsシバタイヤ　タイヤボウリング対決で大波乱！？」
  - 引き続き、「ぎふチャンまつり」に出演した、甘党男子がタイヤボウリング対決に挑戦。さらに、番組初公開の最新曲もお届け。

- 第33回（2024年6月9日放送）- 「おまたせしました！海津市続編！金ピカ空間で絶品串かつをいただきます」
  - 海津市の続編をお届け。千代保稲荷神社へ来たらここに行け！インパクト抜群の金ピカのお店・串かつ玉家で、串かつを舌鼓。

- 第34回（2024年6月16日放送）- 「千代保稲荷神社で食べ尽くせ！スイーツ発見バトル開幕！！」
  - 千代保稲荷神社の参道で『スイーツ発見対決』。どちらのチームがより多くのスイーツを食べて、海津市の名物グルメをゲットできるのか？

- 第35回（2024年6月23日放送）- 「スイーツ発見対決後半戦！勝利を手にするのはどちらのチーム！？」
  - 千代保稲荷神社を食べ尽くすスイーツ発見対決もいよいよ大詰め！！

- 第36回（2024年7月7日放送）- 「お願い乙姫さま！メンバーの悩みを大公開！？」
  - 名物ナマズ料理・やまと本店を実食！！甘党男子、初体験の食べ物…そのお味やいかに！？さらに、輪之内町では超巨大乙姫さまがいる不思議な公園へ！乙姫さまへお悩み相談！メンバーが悩みを打ち明けちゃいます！！

- 第37回（2024年7月14日放送）- 「柳ケ瀬商店街を再訪！ゆかりある人物に辿り着けるのか！？」
  - 柳ケ瀬商店街でスタッフから突然渡されたモノクロ写真を手がかりにあるスポットを目指します！！完売必至のGIFUおいもYAの完売必至のお芋スイーツに舌鼓。

- 第38回（2024年7月21日放送）- 「おいしいグルメがいっぱい！商店街を大捜索！柳ケ瀬グルメラリー」
  - 超豪華なご褒美をかけて「柳ヶ瀬商店街を大捜索！柳ケ瀬グルメラリー」を開催。スイーツだけじゃない！柳ケ瀬グルメを満喫。

- 第39回（2024年7月28日放送）- 「柳ケ瀬グルメラリー後半戦！ご褒美をかけ商店街を決死の大捜索！」
  - ご褒美の高級フルーツパフェをかけた、「商店街を大捜索！柳ケ瀬グルメラリー」もいよいよ後半戦！

- 第40回（2024年8月4日放送）- 「柳ケ瀬グルメリレーの結果は！？フルーツ王が厳選！ごほうびパフェに大満足」
  - 「柳ケ瀬グルメラリー」の結果はいかに？勝利チームに贈られる高級フルーツパフェに大興奮！大熊デザート倶楽部・店主のスゴすぎる経歴とは？

- 第41回（2024年8月11日放送）- 「柳ケ瀬商店街最終章！オリジナル巾着作り！」
  - 柳ケ瀬商店街もいよいよ大詰め！最後に訪れたPENGUINBOOTS+ でオリジナル巾着づくり。甘党男子の芸術センスが大爆発。

- 第42回（2024年8月18日放送）- 「日本を支える町工場に潜入！最新技術に驚愕の嵐！！」
  - 番組スポンサーの辰巳製作所へ日頃の感謝を伝えるため、岐阜県羽島市へ！工場見学で、普段見ることのできない最新技術にメンバー大興奮！

- 第43回（2024年8月25日放送）- 「くわばらこども園に潜入！元気いっぱいの子どもたちと大はしゃぎ！」
  - 羽島市にあるくわばらこども園に潜入！子どもたちと歌って、踊って、遊んで、お菓子を配って元気いっぱい！子どもたちに癒やされちゃいます！

- 第44回（2024年9月1日放送）- 「健康増進スポット！BLOCK47を大満喫！！」
  - 健康増進を叶える施設「BLOCK47」にやってきた甘党男子。最先端技術のボディケアを満喫！さらにサイクリング体験で大事件発生！？

- 第45回（2024年9月8日放送）- 「BLOCK47の締めはこれ！羽島の美味しいグルメに大興奮！」
  - BLOCK47で最後に楽しむのはやっぱりこれ！見た目や味にこだわったスイーツで心もお腹も満たされた甘党男子。しかし！羽島のグルメはまだまだ終わらない！？

- 第46回（2024年9月15日放送）- 「あっしーお団子奉行への道！歴史ある団子の味を完全再現！？」
  - 羽島市の旅の締めくくりに、名物グルメ「羽島ダンゴ」を訪れた甘党男子。おだんご担当あっしーが団子を焼くことに！果たしてあっしーは、上手く焼くことができるのか!?

- 第47回（2024年9月22日放送）- 「下呂に来たのにNO温泉！？甘党男子に会いたい人物が登場！」
  - 下呂市を訪れた甘党男子！日本三大名泉の温泉でゆっくり…と思いきや、何やら甘党男子に会いたいという人物が！？

### Seasen2
- 第48回（2024年10月6日放送）- 「目指せ！お伊勢さん かずまの徳積み旅始動！！」
  - 「甘党男子のシュガースポット」放送開始から早1年…今週からSeason２と題し、番組がリニューアル！！悲願の武道館ライブの実現と成功を祈願するため、道中に出会った人々への「お役立ち」で徳を積みながら、体を張った旅に出る！？

- 第49回（2024年10月13日放送）- 「養老の滝とご対面！追加ルールに驚愕のかずまとあきちゃん」
  - スタート地点の養老の滝に到着し、徳積み旅がスタートした甘党男子。大迫力の養老の滝と、絶品ランチで心とお腹が満たされた二人。果たして徳を積むことができるのか

- 第50回（2024年10月20日放送）- 「徳積み成功！？待ちに待ったはじめてのお手伝い！」
  - 養老の滝から岐阜大仏へ向かうため、徳を積まなければいけない、かずまとあきちゃん。そんな状況の中、念願の徳積み案件が！？記念すべき初めてのお手伝いとは？

- 第51回（2024年10月27日放送）- 「かずまの知恵がさえわたる！養老駅で運命の出会い」
  - 自然たっぷりの養老公園をあとにし、養老駅に着いたかずまとあきちゃん。ふらっと立ち寄った案内所で運命の出会いが！たとえアイドルでも甘えは許されません！！

- 第52回（2024年11月3日放送）- 「徳積みin輪之内町　一大イベントをお手伝い！」
  - 輪之内町で徳を積むことになったかずまとあきちゃん。今回の依頼は、一大イベントの歓迎"のぼり旗"の作成！芸術的センスが光る2人の作品は、一体どんな仕上がりになるのか？

- 第53回（2024年11月10日放送）- 「二人の精神崩壊！？輪之内町を出られるのか？」
  - 輪之内町で無事、徳を積んだかずまとあきちゃん。しかし、ありがとうキャンデイの数に驚愕、二人はどこまで進むことができるのか！？輪之内町での果てしない旅が始まる。

- 第54回（2024年11月17日放送）- 「優しすぎる社長に感動！最新ケーキ屋さん＆おしゃれカフェへGO！」
  - 輪之内町で出会ったバラ園社長おすすめのケーキ屋さんへ向かうかずまとあきちゃん。絶品ケーキに大興奮の2人に社長から優しすぎるサプライズも!?さらに、ひょんな事から、オープンしたてのおしゃれカフェにまで行っちゃいます!

- 第55回（2024年11月24日放送）- 「ハリスコート輪之内店で念願の徳積み！初体験だらけで大奮闘！」
  - オープンしたてのおしゃれカフェ・ハリスコート輪之内店で絶品ランチをごちそうになった二人。なんとここで念願の徳積みも!初体験だらけの徳積みに大奮闘します!

- 第56回（2024年12月1日放送）- 「安八町で徳積み探し！奇跡の再会に感動！！」
  - 安八町に入ったかずまとあきちゃん。徳を積むため、町内を探索するも悪戦苦闘、そんな中、奇跡の再会が!?

- 第57回（2024年12月8日放送）- 「安八町が誇る！魔法のタオルで徳を積む！？」
  - 安八町が世界に誇る、浅野撚糸を訪れたかずまとあきちゃん。累計1800万枚を売り上げる爆売れタオル「エアーかおる」に大感動！そんなタオルショップで、念願の徳積みが⁉︎

- 第58回（2024年12月15日放送）- 「魂のヒッチハイクで目指せ岐阜大仏！」
  - 安八町で徳を積み、目的地の「岐阜大仏」を目指すかずまとあきちゃん！しかし、安八町から目的地までは、徒歩で約4時間！？2人はヒッチハイクを決行!!果たして、見ず知らずの2人を乗せてくれる人は現れるのか?

- 第59回（2024年12月22日放送）- 「神々しい岐阜大仏に仰天！新たなる旅のお供は一体誰？」
  - 念願の岐阜大仏に到着したかずまとあきちゃん!初めて見る大迫力の大仏に大仰天！養老の滝から岐阜大仏までの長い旅も終わりの時が、リーダーかずまの新たなる旅の相棒とは?

- 第60回（2025年1月5日放送）- 「めざせ！うだつの上がる町並み　新バディあっしーと岐阜市で徳を積め！」
  - 次にめざすパワースポットは、美濃市にある「うだつの上がる町並み」!新バディあっしーとスタートした徳積み旅! 2人で初めての記念すべき徳積みとは一体?

- 第61回（2025年1月12日放送）- 「岐阜市脱出なるか！？市内で徳積み探し」
  - 次のパワースポット、美濃市にある「うだつの上がる町並み」をめざす、かずまとあっしー。困っている人を探しがら、歩を進める2人。長良川沿いで見つけた徳積みとは一体。

- 第62回（2025年1月19日放送）- 「岐阜市を抜け出せ！あっしーに旅の洗礼が!?」
  - 岐阜市で2度目の徳積みに成功した、かずまとあっしー！果たして2人は岐阜市を脱出できるのか？そして、旅の洗礼を受けたあっしーの心がポキッと!?

- 第63回（2025年1月26日放送）- 「いざ刃物のまち関市へ！未開の地で徳を積め！」
  - 関市を目指す、かずまとあっしー。2人の目の前に、『刃物のまち関市』の看板！やっとたどり着いた地で、どんな徳を積むのか?

- 第64回（2025年2月2日放送）- 「700年以上の伝統！関市の刃物を体感　刀のスゴ技に仰天！」
  - 関市といえば＂刃物のまち＂！！ふらっと立ち寄った刃物屋さんで、刃物の歴史を学ぶ、かずまとあっしー。さらに、関市に令和のサムライが!?2人が驚愕したスゴ技とは一体?

- 第65回（2025年2月9日放送）- 「ついに到着！！うだつの上がる町並み　謎に包まれたご利益とは？」
  - かずまとあっしーの旅の目的地『うだつの上がる町並み』に到着!!うだつの正体とは一体…？果たしてどんなパワーが秘められているのか?謎に包まれた美濃市のパワースポットが明らかに!

- 第66回（2025年2月16日放送）- 「雪にも負けず旅に出ます！過去最長の旅の予感・・・？」
  - 美濃市からスタートする徳積み旅！天気はまさかの雪！気温0℃極寒の中、かずまを待つ新たな旅の相棒はいったい誰？そして、２人が目指すパワースポットとは?

- 第67回（2025年2月23日放送）- 「徳積みチャンス到来!?よしき初めてのお手伝いは？」
  - 三重県桑名市のパワースポット”多度大社”に向かうため、美濃市で徳を積むかずまとよしき。雪の積もった町で、雪かきをする人達が!徳積み探しのため、奔走する2人だが果たして!?

- 第68回（2025年3月2日放送）- 「どこまで行ける？快適な旅によしき うたた寝！？」
  - 美濃市で徳を積むことに成功したかずまとよしき。旅の移動距離を決める"ありがとうキャンディ”でどの町まで進めるか?そして、降り積もるの中、2人が選んだ移動手段とは?

- 第69回（2025年3月9日放送）- 「鬼軍曹よしき降臨！山県市でのお手伝いは再びアレ！？」
  - 山県市で徳を積む事になったかずまとよしき。依頼されたお手伝いは美濃市に引き続き!?雪国出身よしきの血が騒ぎ、かずまタジタジ!

- 第70回（2025年3月16日放送）- 「かずま＆よしきが挑む　本巣市を目指してヒッチハイク大作戦！！」[4]
  - 山県市で徳を積んだ、かずまとよしきが次に向かう町は『本巣市』!!ヒッチハイクで本巣市を目指すことに。目的地まで車、それとも徒歩で過酷な移動になるか!?2人の運命やいかに?

- 第71回（2025年3月23日放送）- 「潜入！地域企業を支える商工会でお手伝い！？」[5]
  - 第2のホームタウン『本巣市』へやってきた、かずまとよしき。徳を積みたい２人の前に、『本巣市商工会』の看板が、本巣市商工会とはどんな場所?いったいどんなお手伝いができるのか？番組は、今夜で最終回。甘党男子の旅は、これからも続きます！応援よろしくお願いします！！

## 特別番組
- 2023年12月31日深夜2時～2024年1月1月（月）あさ5時 - 「甘党男子のシュガースポット　一挙放送SP」
  - 1話から最新話まで一挙放送。番組でこれまでの活躍を復習する。

## 放送時間・ネット局
※2024年10月現在
| 放送対象地域 | 放送局            | 放送曜日と時間     | 開始日                         |
| ------------ | ----------------- | ------------------ | ------------------------------ |
| 三重県       | 三重テレビ（MTV） | 土曜 23:00 - 23:15 | 2024年10月12日 - 2025年3月23日 |

## スタッフ
- 出演 - 甘党男子
- カメラ - 大東誠弥
- 音声 - 梶浦溝
- タイトル - 山口悦子
- AD - 岩田拓也
- ディレクター - 矢島幹也、今井奈津美
- AP - 桐山京子
- プロデューサー - 古田直也
- 制作協力 - トイ・ファーム
- 企画協力 - サンミュージック名古屋
- 制作・著作 - ぎふチャン

## 関連リンク
- 甘党男子のシュガースポット - ウェイバックマシン（2023年12月16日アーカイブ分） - ぎふチャン
- 甘党男子のシュガースポット　Season2 - ぎふチャン
- 甘党男子のシュガースポット - 三重テレビ
- 甘党男子のシュガースポット - YouTubeプレイリスト